# 動物園前駅

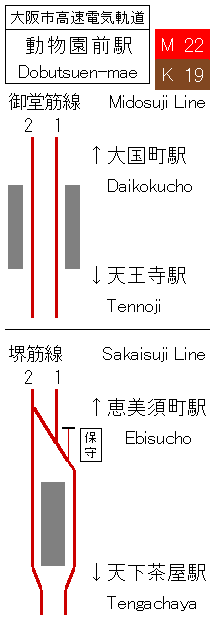
配線図

動物園前駅（どうぶつえんまええき）は、大阪府大阪市西成区太子一丁目にある、大阪市高速電気軌道（Osaka Metro）の駅である。御堂筋線と堺筋線の2路線が乗り入れる。駅番号は御堂筋線がM22、堺筋線がK19。

## 概要
駅名は天王寺動物園の最寄駅であることに由来しており、御堂筋線ホームの壁面には多くの動物のイラストが描かれている。ただし動物園へ来園する客の大半は、大阪有数のターミナル駅の一つである隣駅・天王寺駅の北西にある入口より入園することが一般的であり、当駅は御堂筋線・堺筋線の乗換駅としての役割が大きい。新世界の最寄駅でもあり、駅名標にも（新世界）と併記されているが、副駅名としての扱いではないため、案内放送などではこの呼称は使用されていない。西成区に所在するが、駅出口の一部は浪速区にもある。

### 当駅からの接続路線
隣接する下記の路線と乗り換えが可能である（南海の新今宮駅は近接しているが公式には乗換駅の扱いではない）。なお南海本線・高野線への乗り換えにはあいりん地区を250 mほど歩くため、降雨の心配のない難波駅（地下街で徒歩連絡）や天下茶屋駅（地下鉄・南海両路線の改札口が共同施設内で相対する構造になっている）を利用する例が多い。近年の放送では、南海電車への乗り換え案内は行っていない。また、堺筋線からの乗換案内でも阪堺線への乗換は行っていない。阪堺線は北隣の恵美須町駅が至便。
- 西日本旅客鉄道（JR西日本） - 新今宮駅
  - 大阪環状線（阪和線への直通あり）
  - 関西本線（大和路線）
- 南海電気鉄道 - 新今宮駅
  - 南海本線
  - 南海高野線
- 阪堺電気軌道 - 新今宮駅前停留場
  - 阪堺線

## 歴史
開業前の予定駅名は「南霞町停車場」であった。その後一旦は「天王寺公園停車場」へと改称することとなるが、駅竣工直前の昭和13年3月22日認可で現在の「動物園前停車場」に三たび改称されることとなった。

### 年表
- 1938年（昭和13年）4月21日：1号線（現・御堂筋線）の難波駅 - 天王寺駅間延伸時に開業。
- 1969年（昭和44年）12月6日：堺筋線が開業、乗換駅となる。当初は同線の終着駅であった。
- 1990年（平成2年）3月：御堂筋線ホームの有効長を天王寺方面に20 m延長し、10両編成対応ホームとなる。
- 1993年（平成5年）3月4日：堺筋線が当駅 - 天下茶屋駅間延伸、途中駅となる[3]。
  - 堺筋線の天下茶屋延伸以前は、当駅から少し伸びていた線路が昼間・夜間の車両留置線として使われていた。
- 2012年（平成24年）6月1日：7号出入口を閉鎖[4]。
- 2018年（平成30年）4月1日：大阪市交通局の民営化により、所属事業者・管轄が大阪市高速電気軌道 (Osaka Metro) に変更。
- 2022年（令和4年）
  - 1月22日：御堂筋線ホームで可動式ホーム柵の使用を開始[5]。
  - 8月28日：堺筋線ホームで可動式ホーム柵の使用を開始[6]。

## 駅構造
御堂筋線は相対式ホーム2面2線、堺筋線は島式ホーム1面2線をそれぞれ有する地下駅。改札口は合計4か所あり、御堂筋線ホームの中央付近と東端（天王寺側）、および堺筋線ホームの両端付近にそれぞれ位置する。堺筋線ホーム恵美須町寄り（8号車付近）に御堂筋線なかもず方面ホーム、堺筋線ホーム中間辺り（6号車付近）に御堂筋線千里中央方面ホームへの連絡通路があり、それぞれホームの大国町寄り（10号車付近）に通じている。堺筋線ホームの北側には保線用側線が一本あり、天下茶屋方面ホームから視認することができる。
車内放送においては阪堺線への乗り換え案内は御堂筋線のみで行われている。また、徒歩圏内で南海線ヘの乗り換えは可能であるが、両路線とも乗り換え案内は行われていない。
当駅は、堺筋本町管区駅に所属しており、堺筋本町副管区駅長が管理している。

### のりば
| ホーム         | 路線           | 行先                                       |
| 御堂筋線ホーム | 御堂筋線ホーム | 御堂筋線ホーム                             |
| -------------- | -------------- | ------------------------------------------ |
| 1              | 御堂筋線       | 天王寺・長居・あびこ・なかもず方面         |
| 2              | 御堂筋線       | なんば・梅田・新大阪・箕面萱野方面         |
| 堺筋線ホーム   |                |                                            |
| 1              | 堺筋線         | 天下茶屋方面                               |
| 2              | 堺筋線         | 日本橋・天神橋筋六丁目・北千里・高槻市方面 |

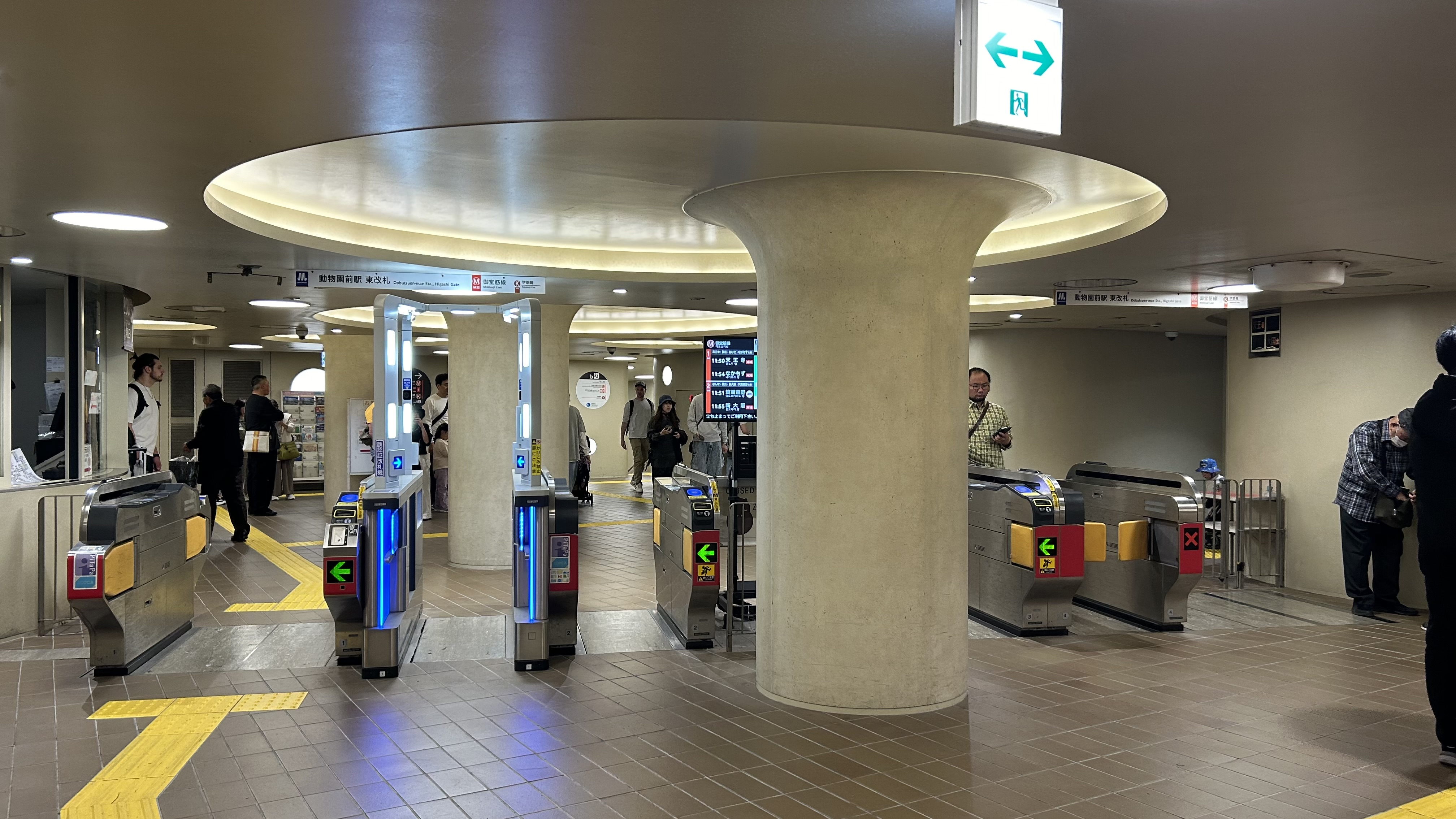
東改札口
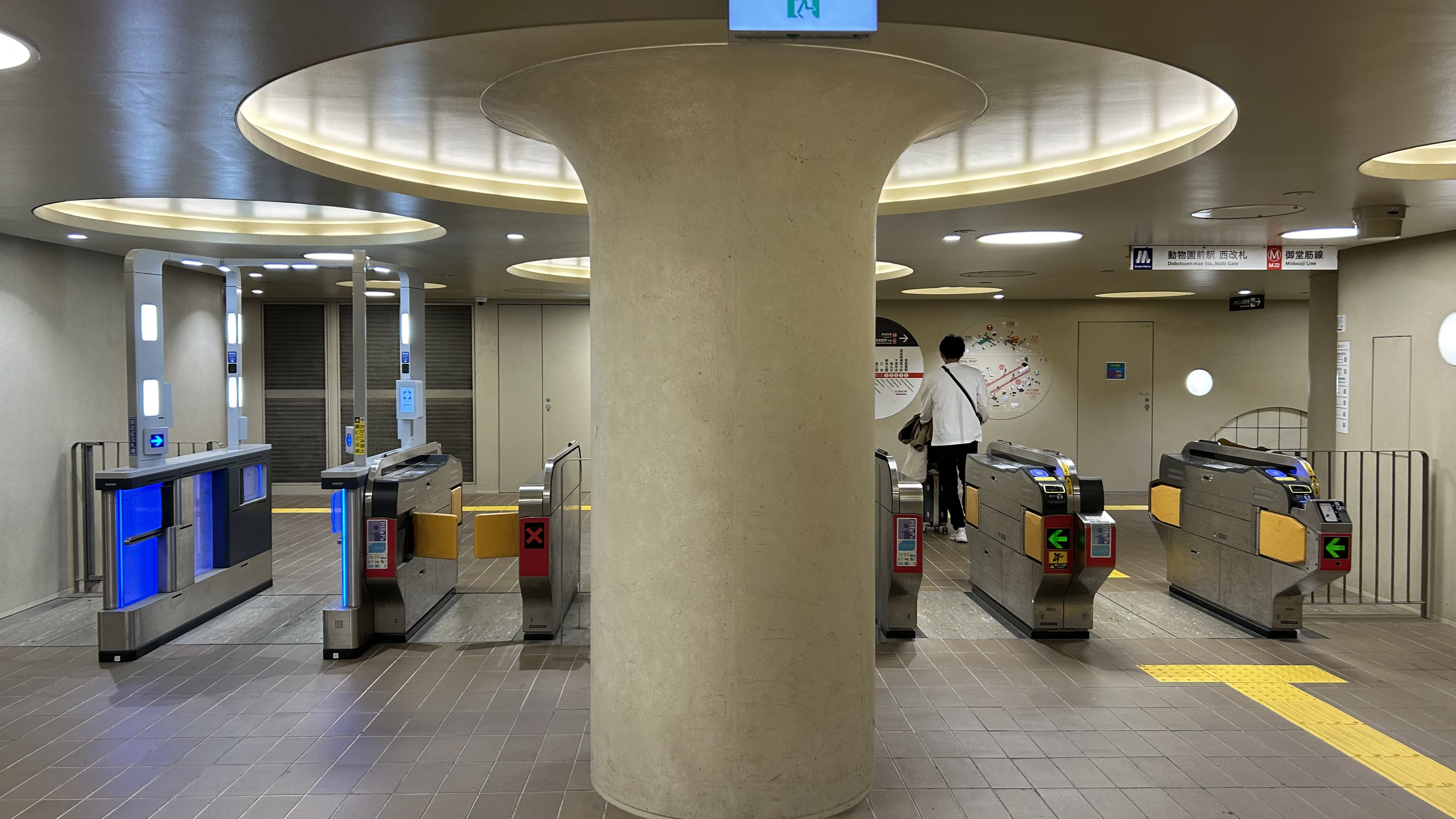
西改札口
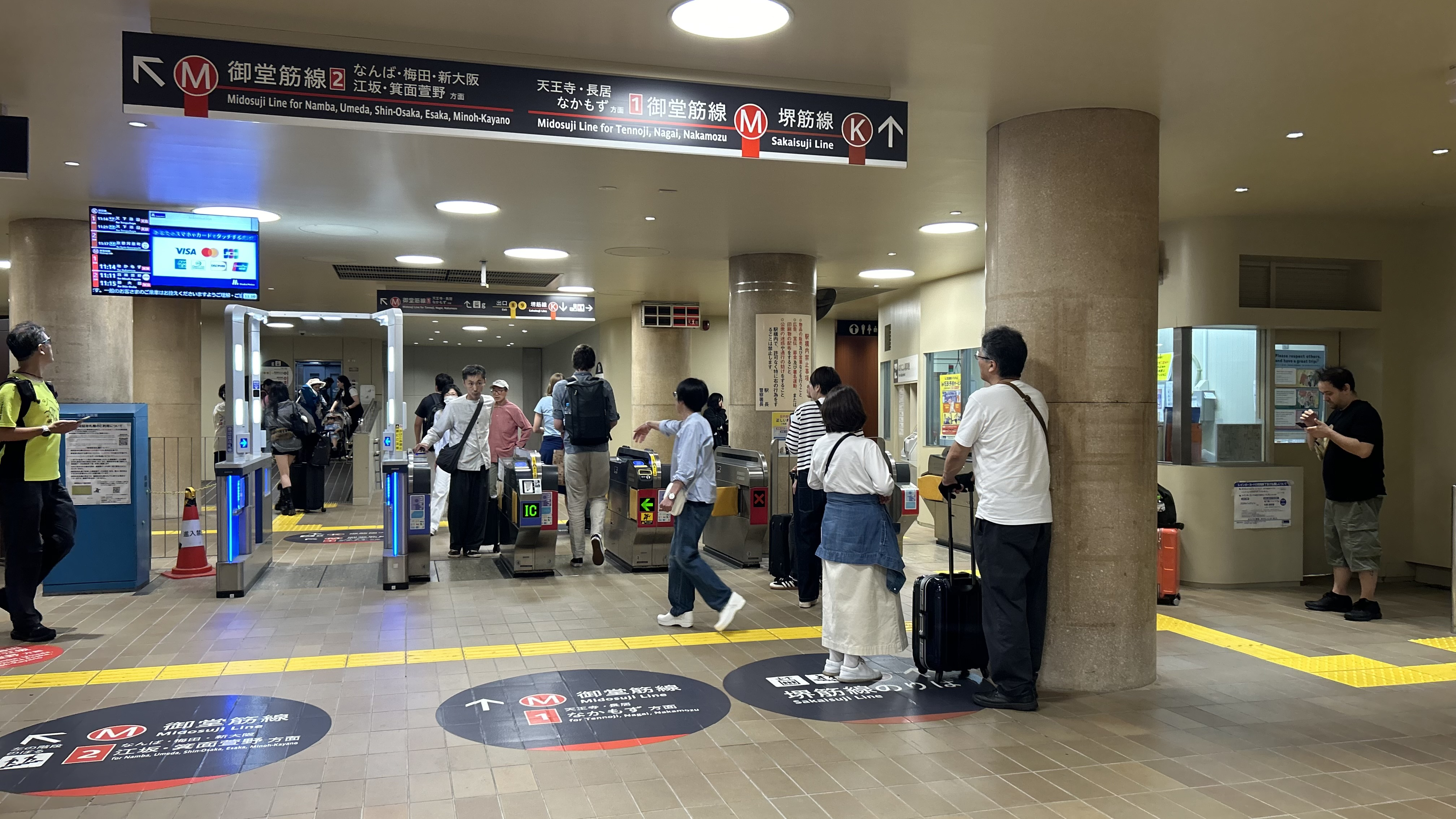
北改札口
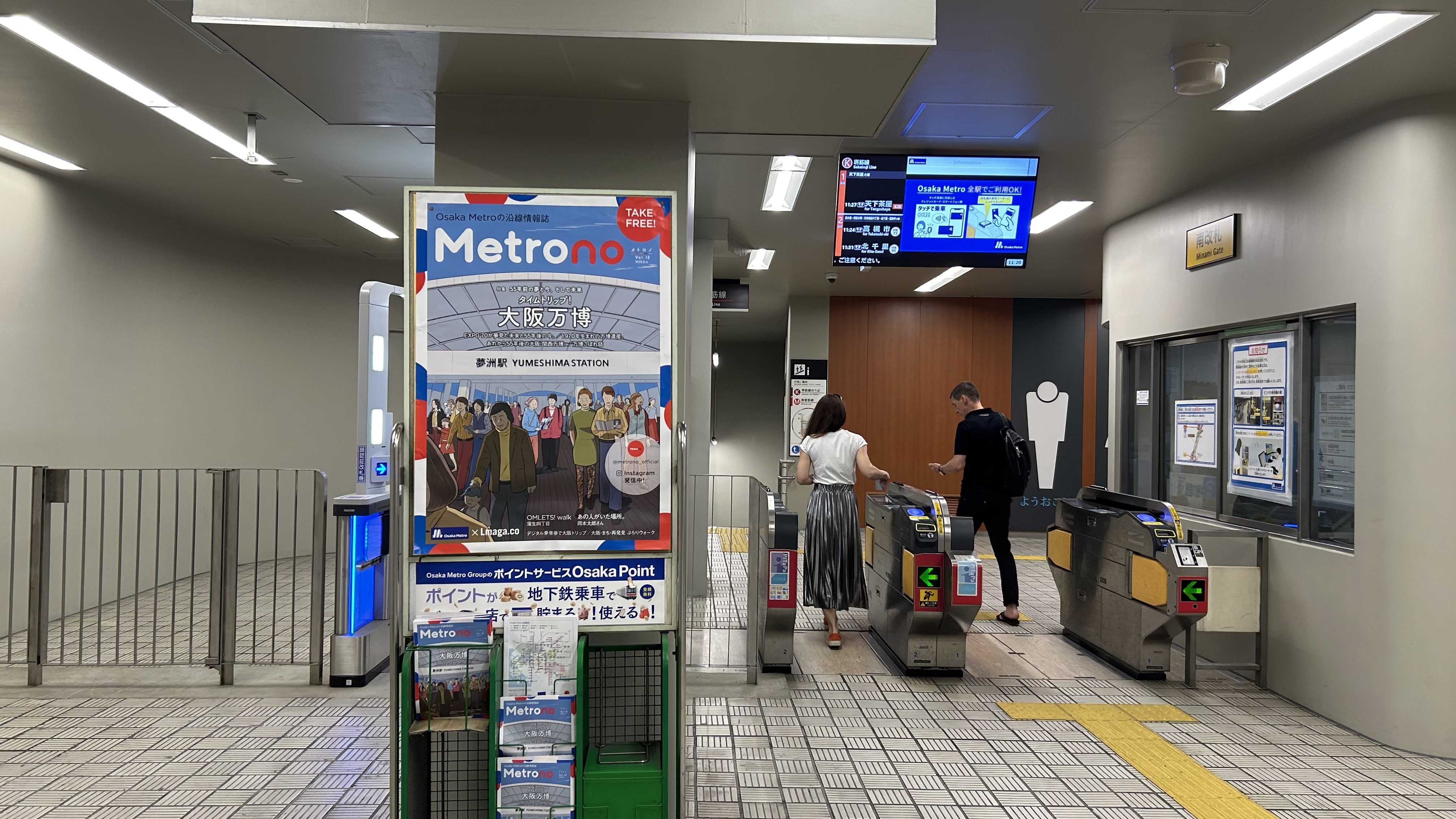
南改札口
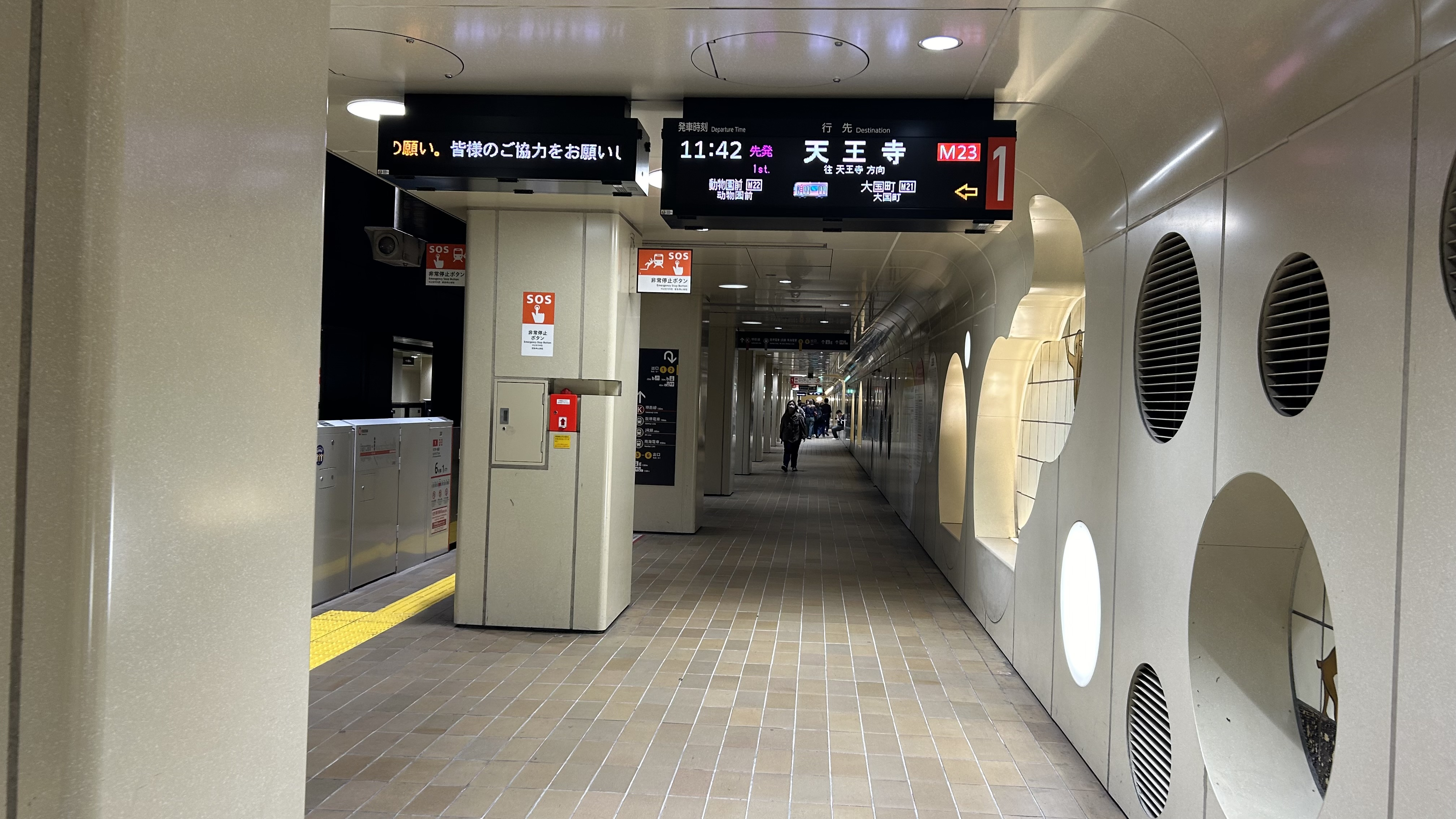
御堂筋線1番線ホーム
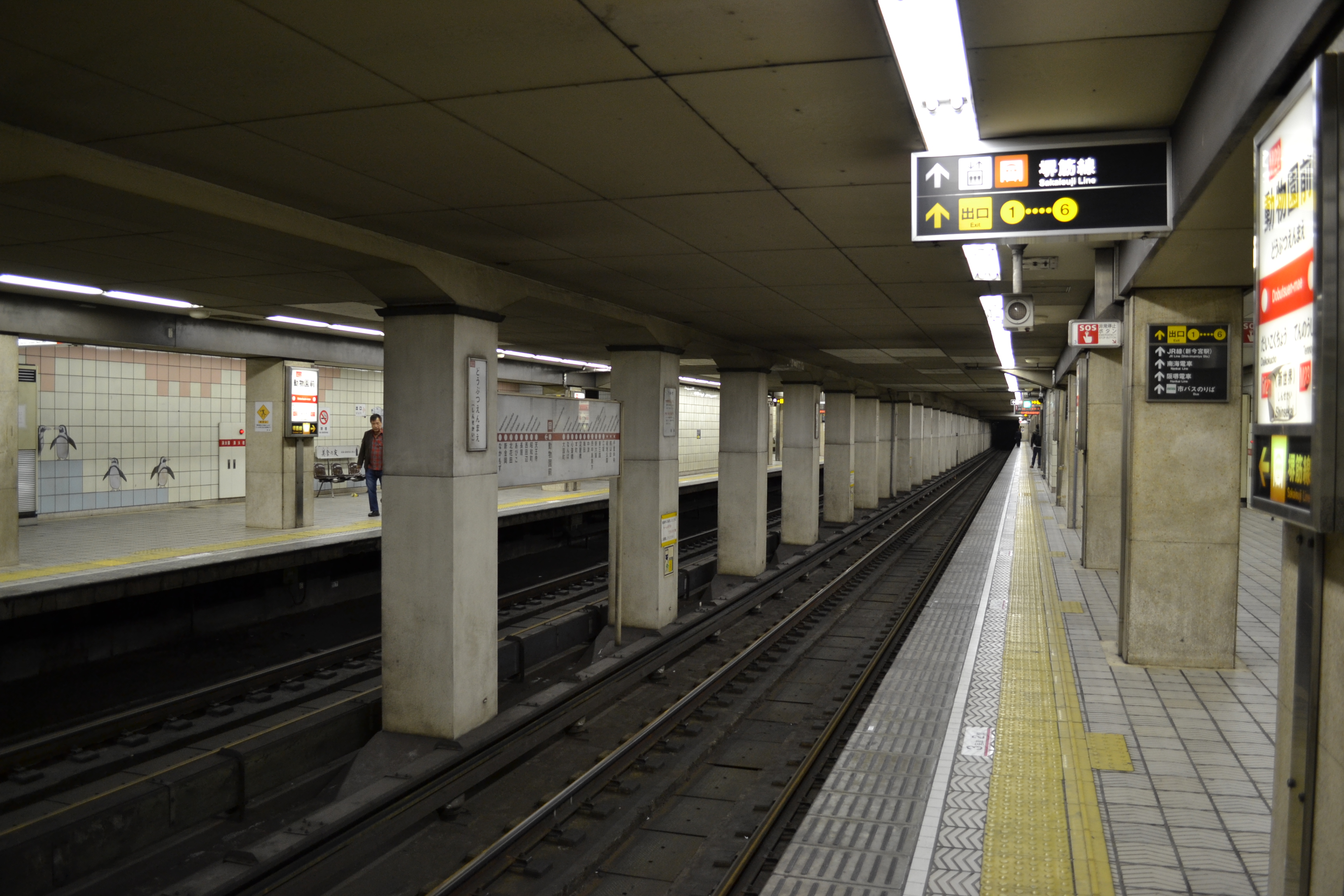
リニューアル前の御堂筋線1番線ホーム（2013年）
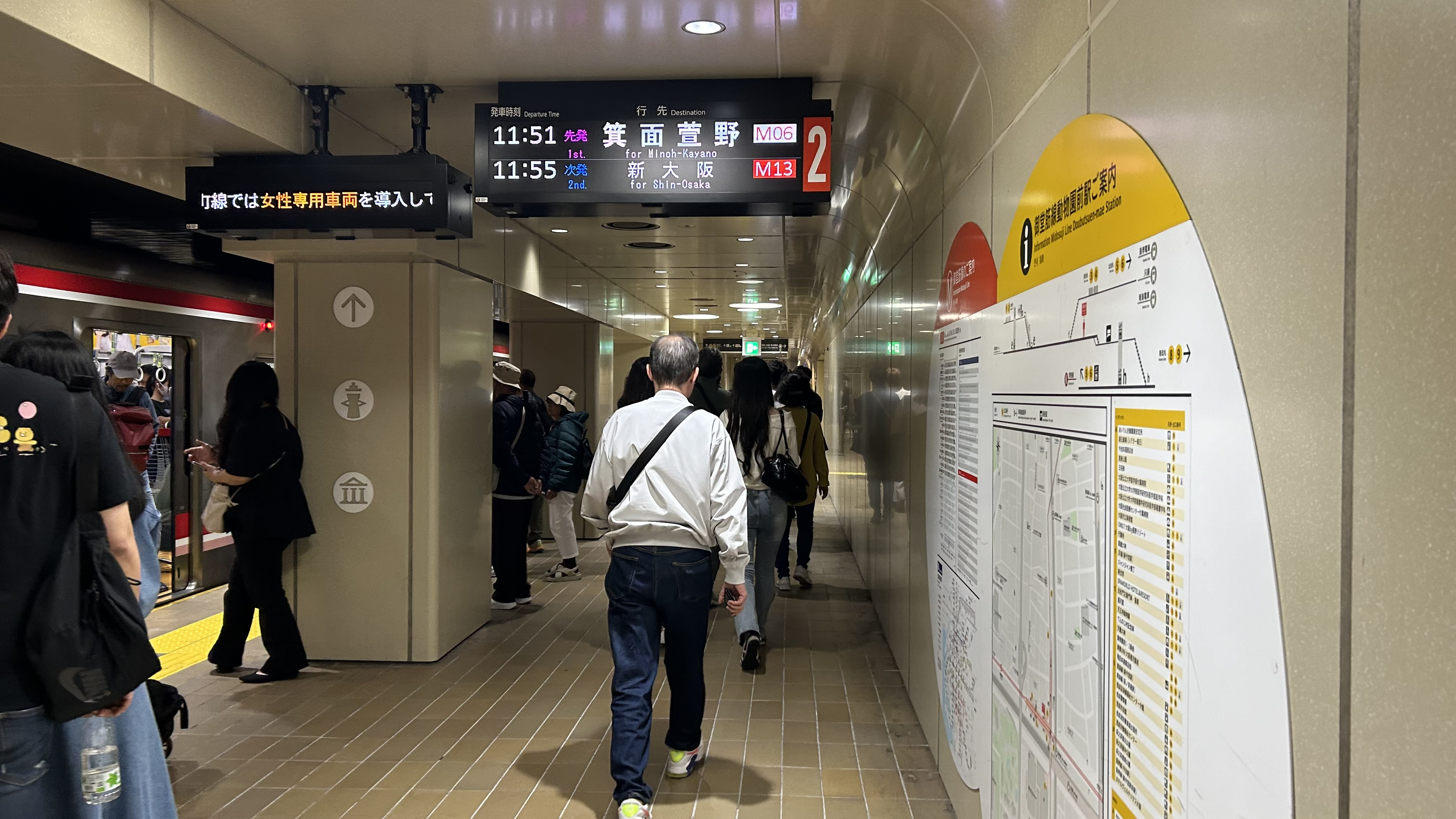
御堂筋線2番線ホーム
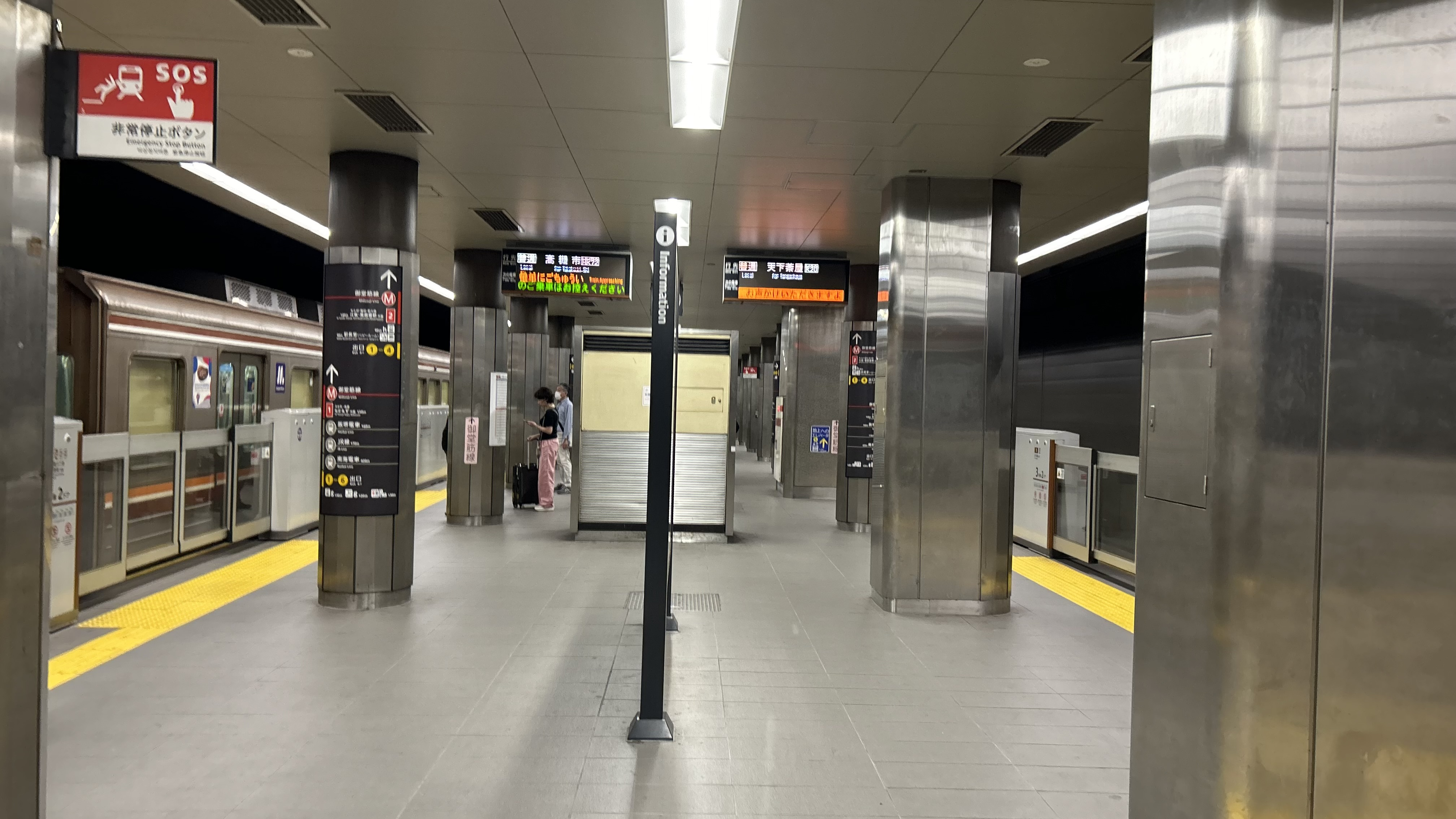
堺筋線ホーム
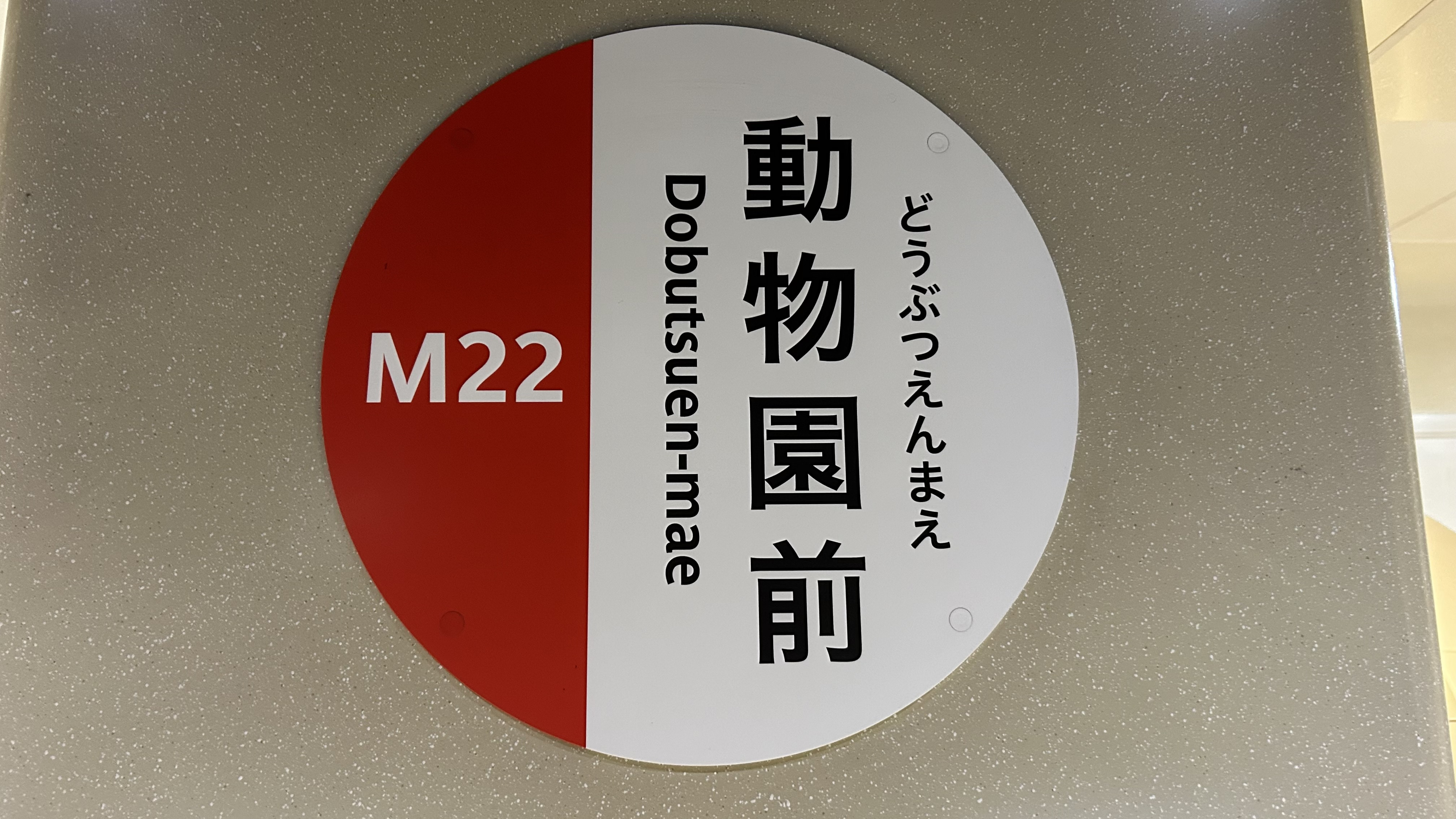
御堂筋線駅名標
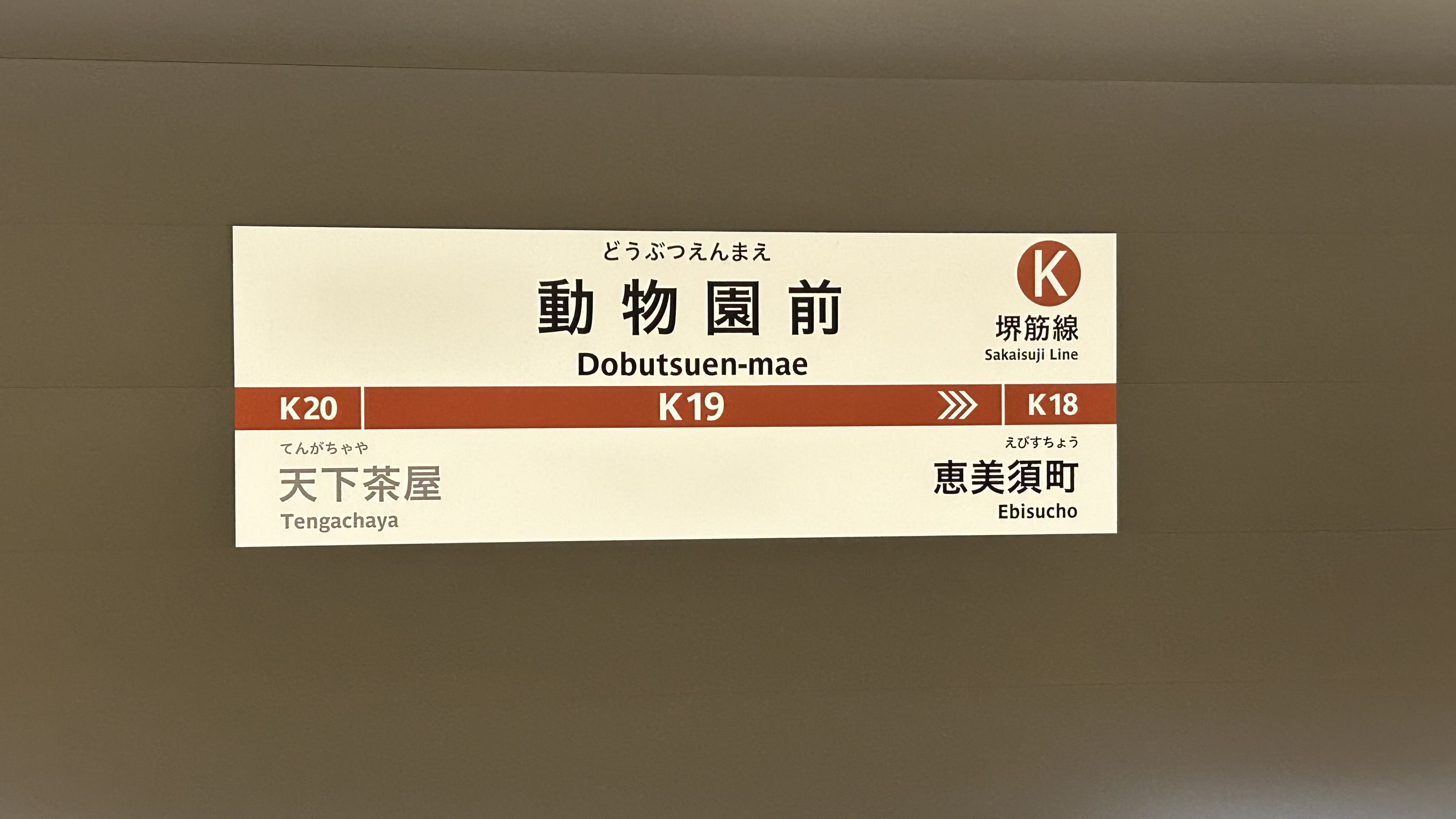
堺筋線駅名標

### トイレ
トイレは東・北・南改札内にある。

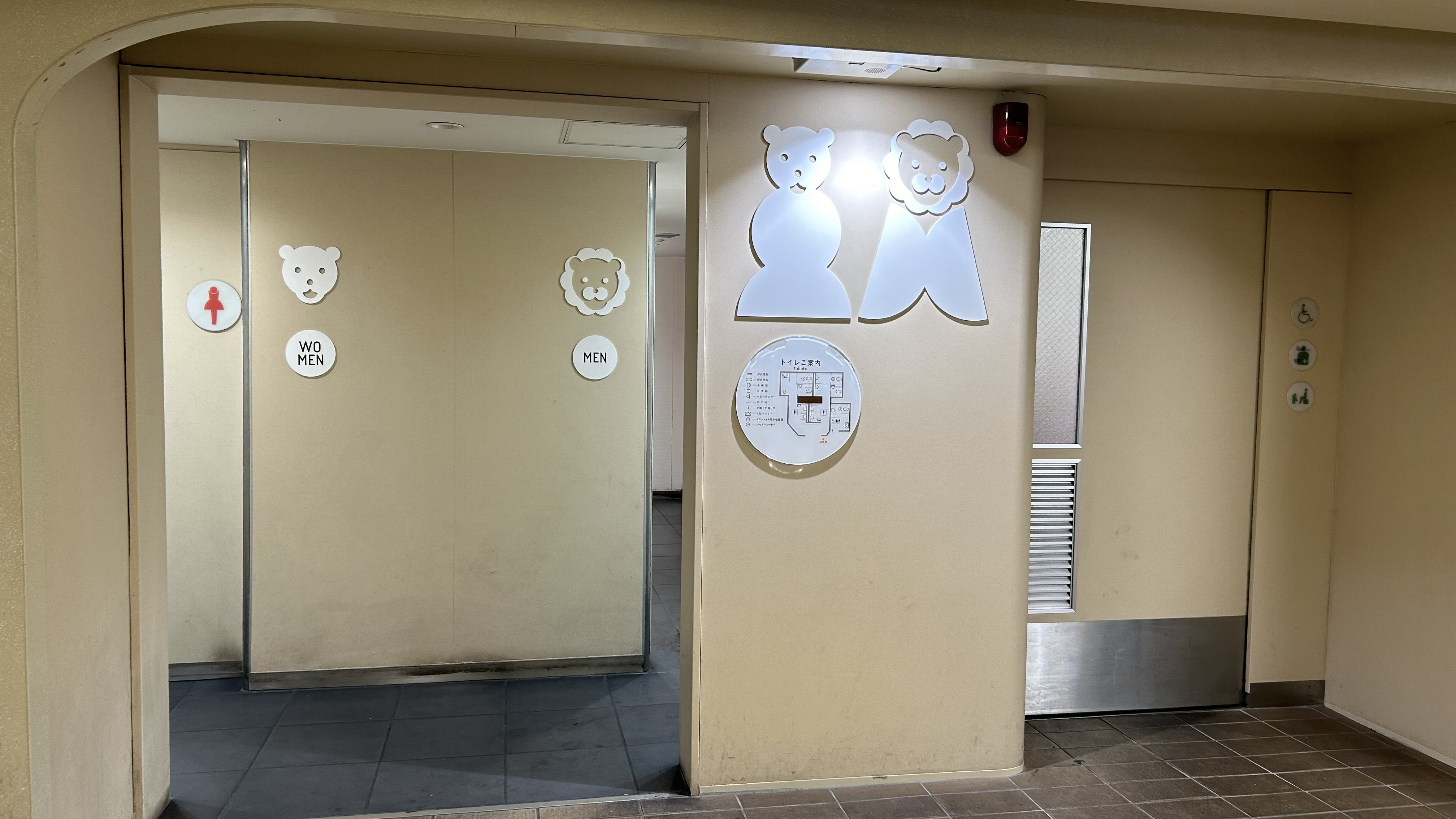
東改札内トイレ
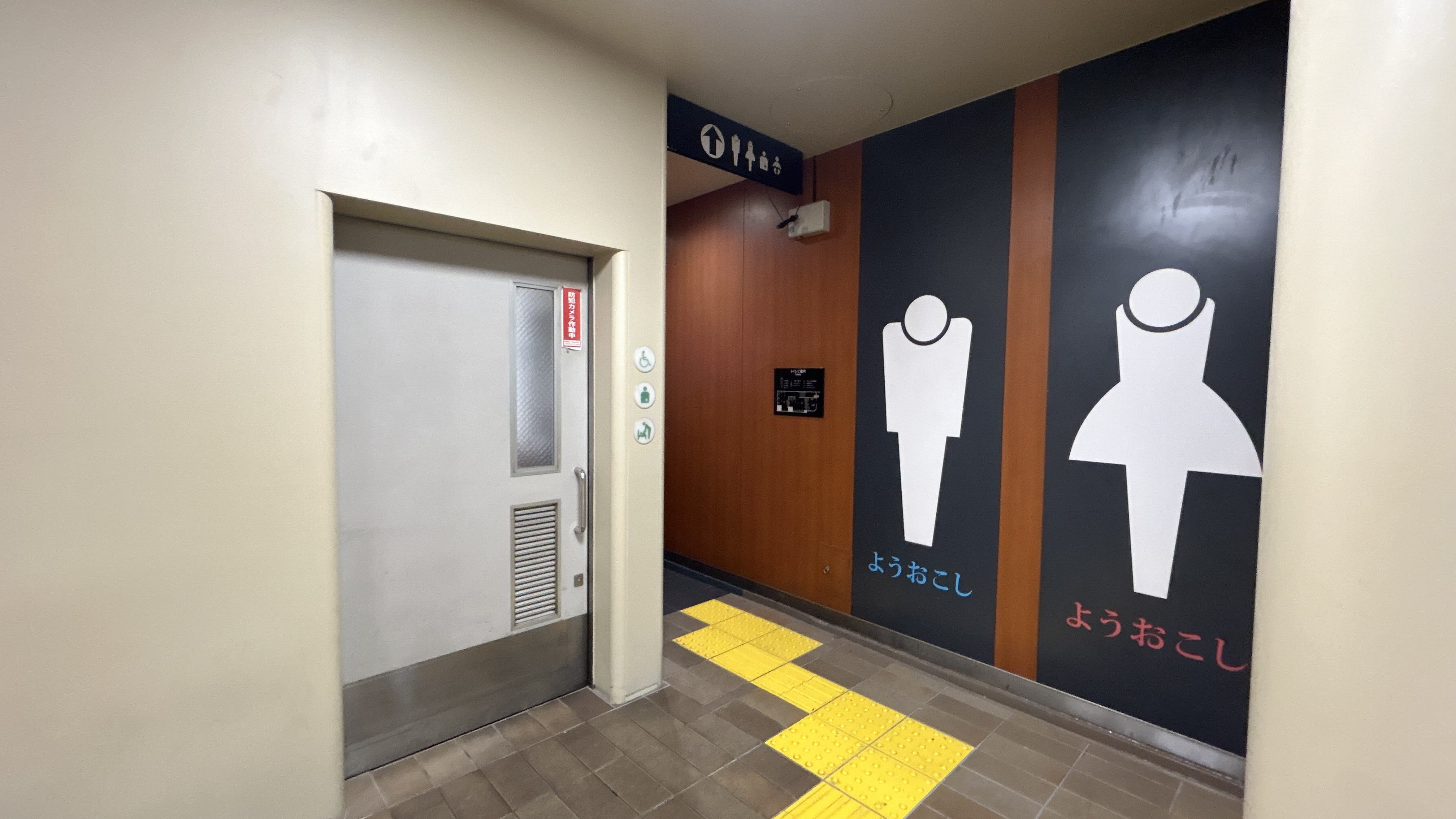
北改札内トイレ
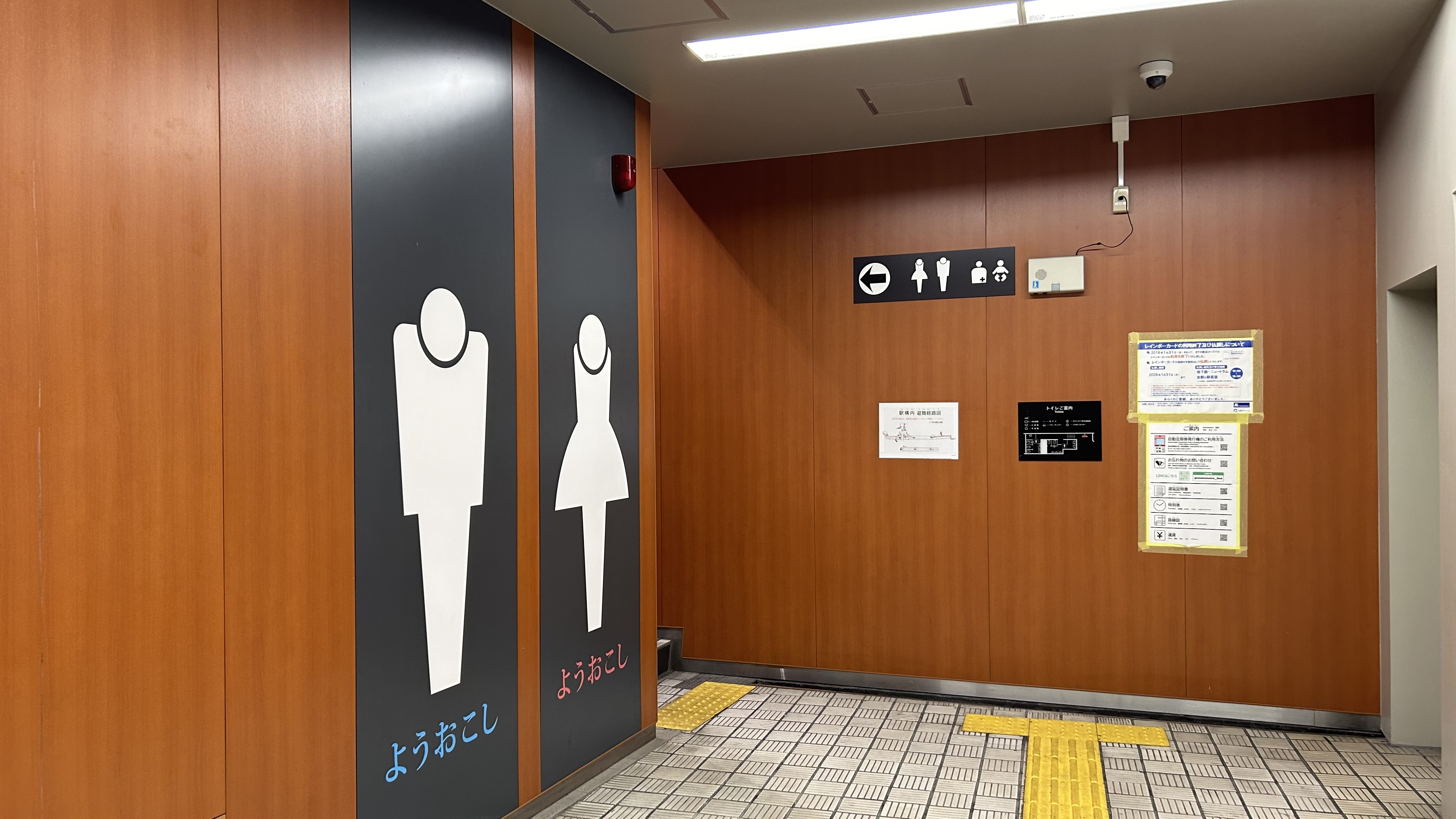
南改札内トイレ

### 出口
| 出口番号 | 出口周辺                                                   | 接続改札 | 最寄りの路線 | 備考             |
| -------- | ---------------------------------------------------------- | -------- | ------------ | ---------------- |
| 1        | 市立天王寺動物園・天王寺公園(美術館)・新世界・通天閣       | 東改札   | 御堂筋線     | エレベーターあり |
| 2        | 市大付属病院                                               | 東改札   | 御堂筋線     |                  |
| 3        |                                                            | 西改札   | 御堂筋線     |                  |
| 4        | 市大付属病院・西成警察署・市立愛隣会館(更生相談所)         | 西改札   | 御堂筋線     |                  |
| 5        | 市立天王寺動物園・天王寺公園(美術館)・新世界・通天閣       | 北改札   | 堺筋線       |                  |
| 6        | JR新今宮駅・南海電車・阪堺電車・あいりん労働公共職業安定所 | 北改札   | 堺筋線       |                  |
| 8        | 西成区保健福祉センター分館（旧愛隣会館）                   | 南改札   | 堺筋線       |                  |
| 9        | 西成警察署                                                 | 南改札   | 堺筋線       |                  |

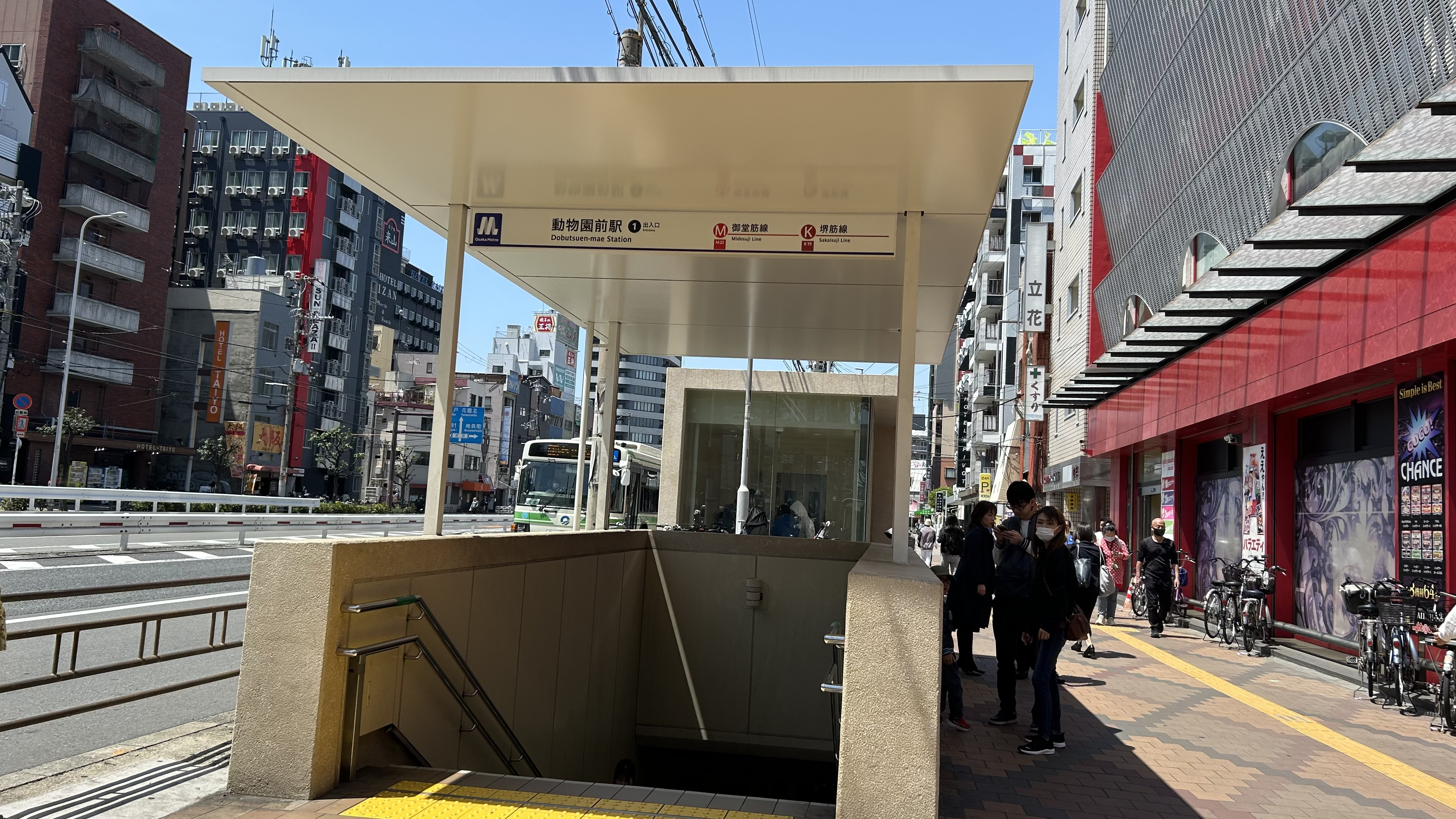
1号出入口
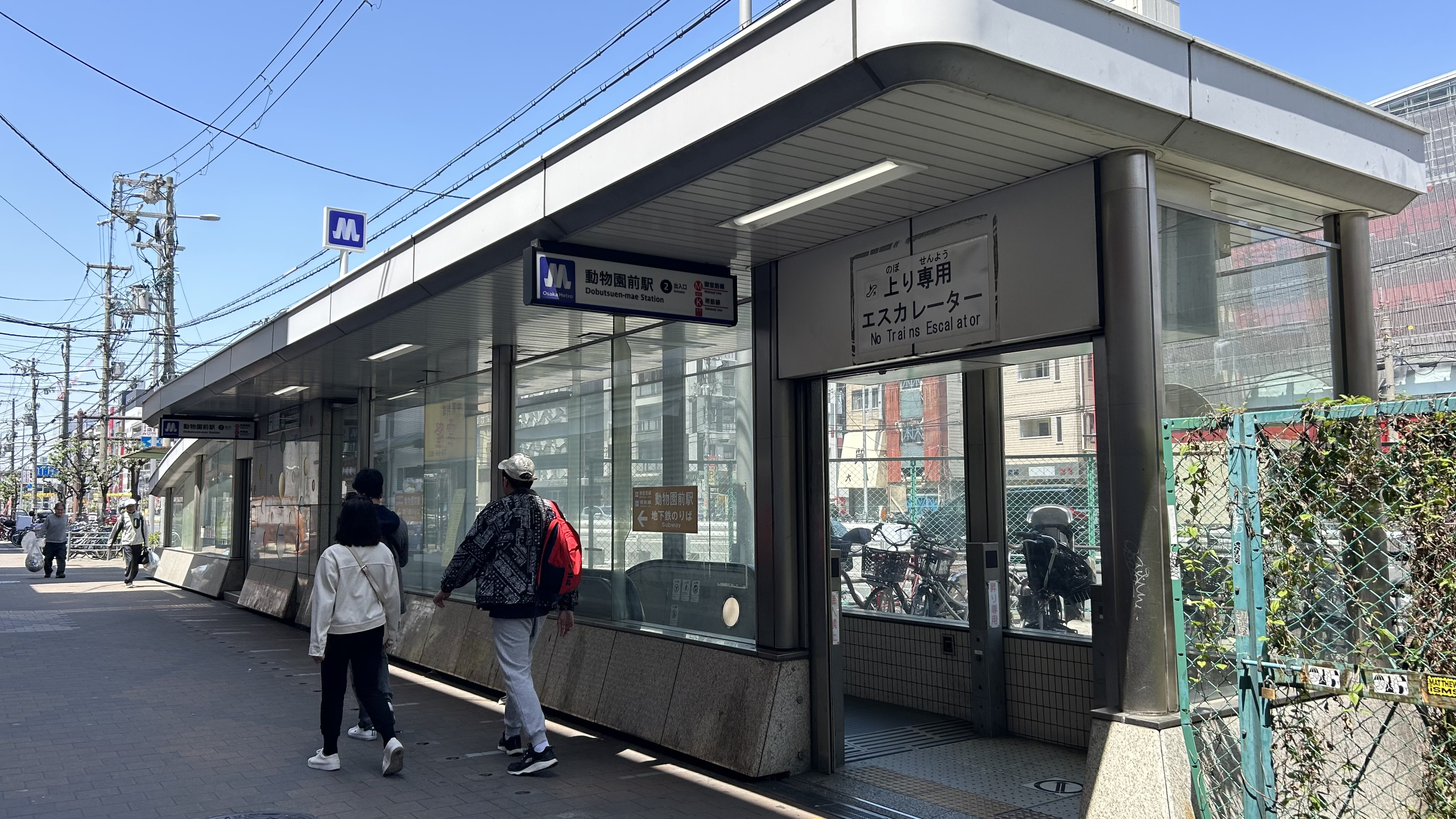
2号出入口
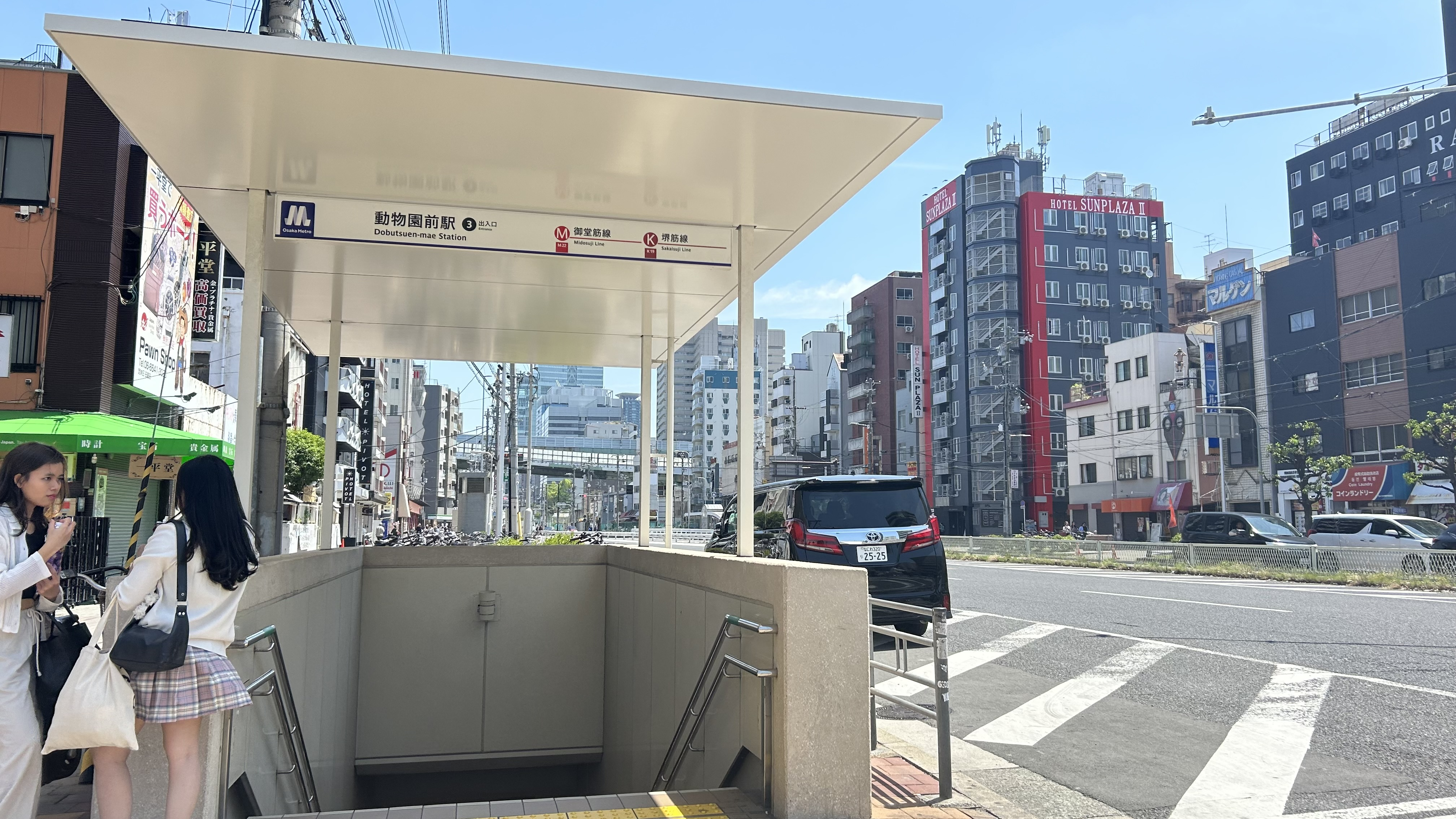
3号出入口
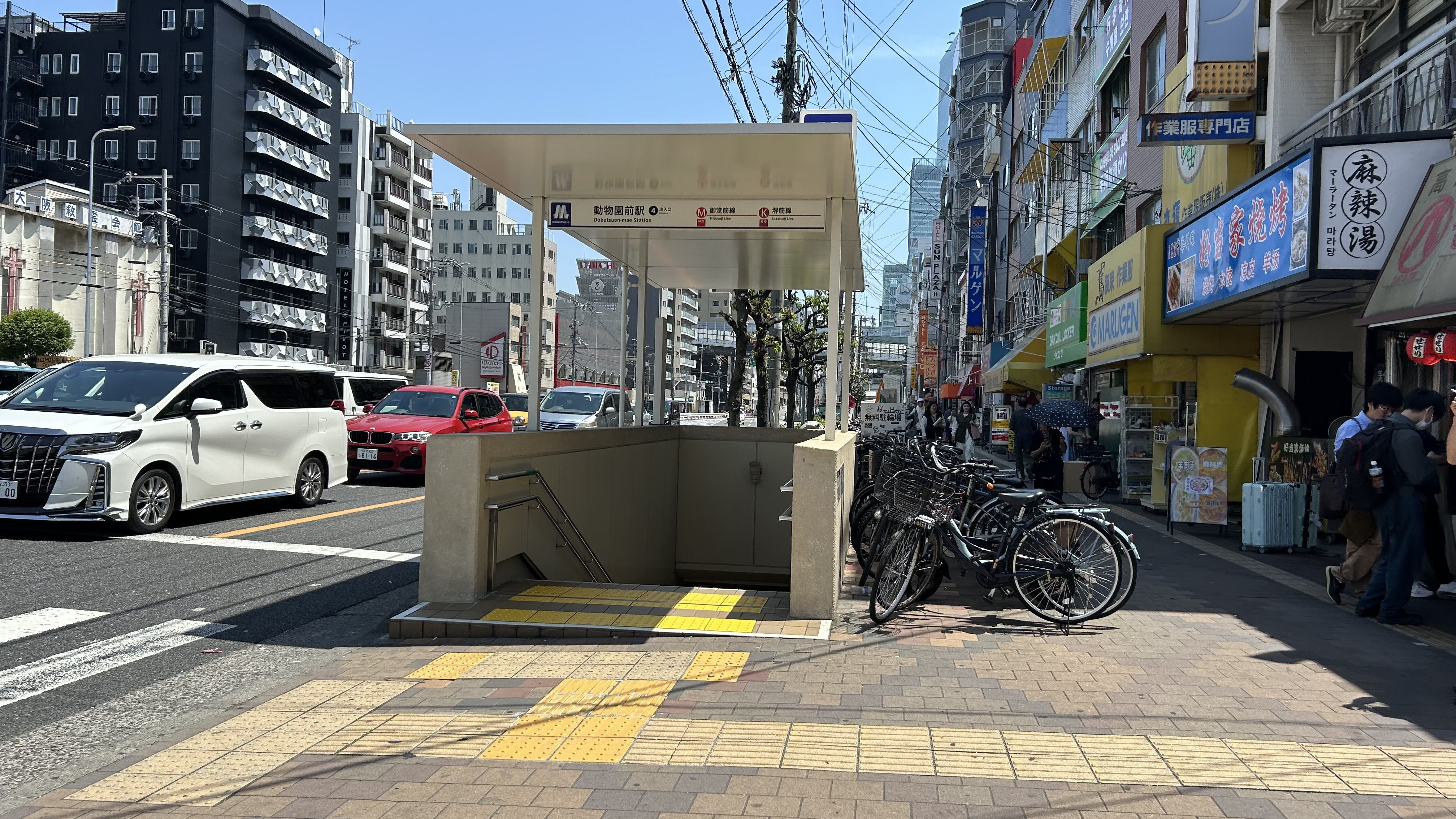
4号出入口
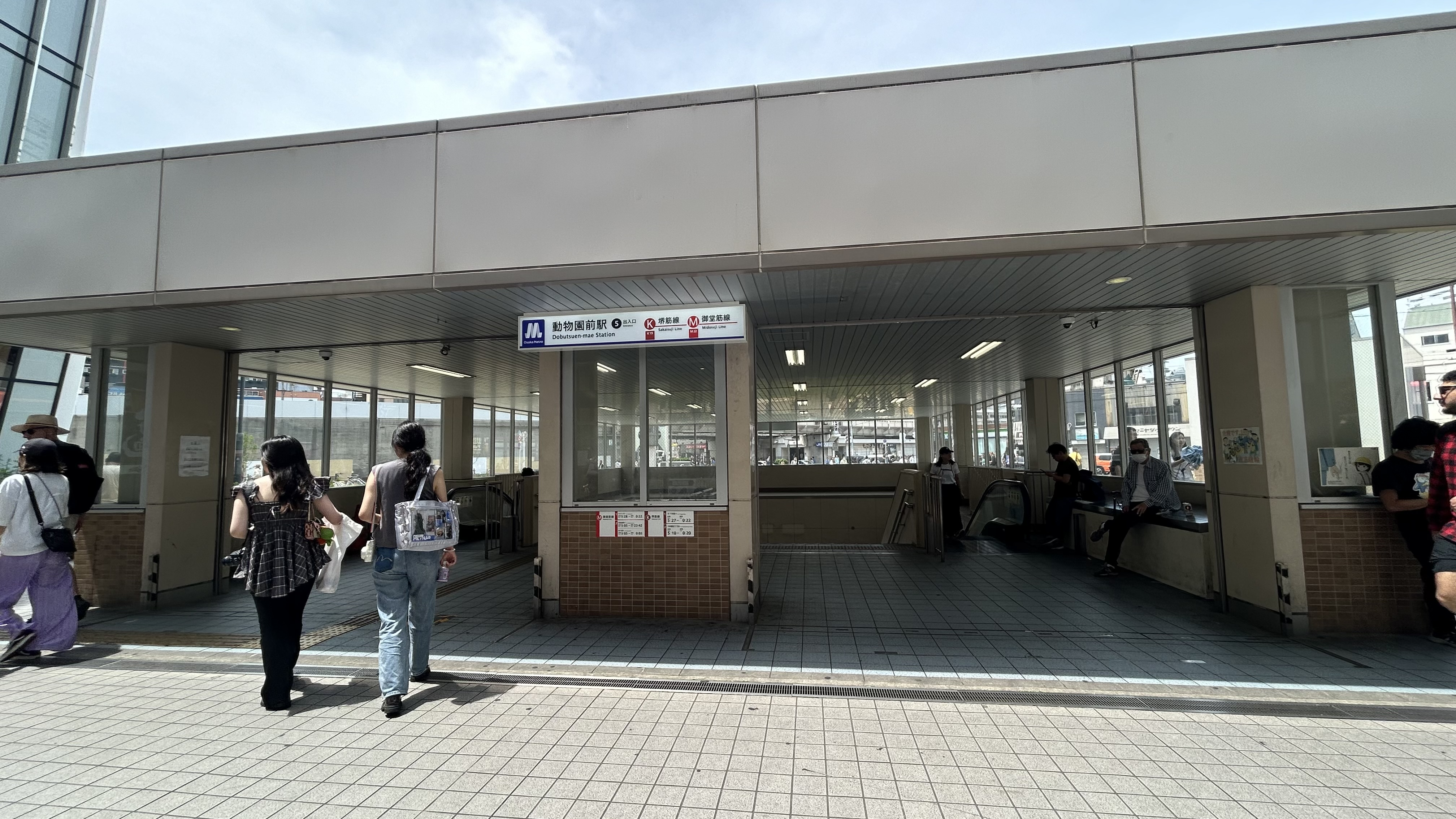
5号出入口
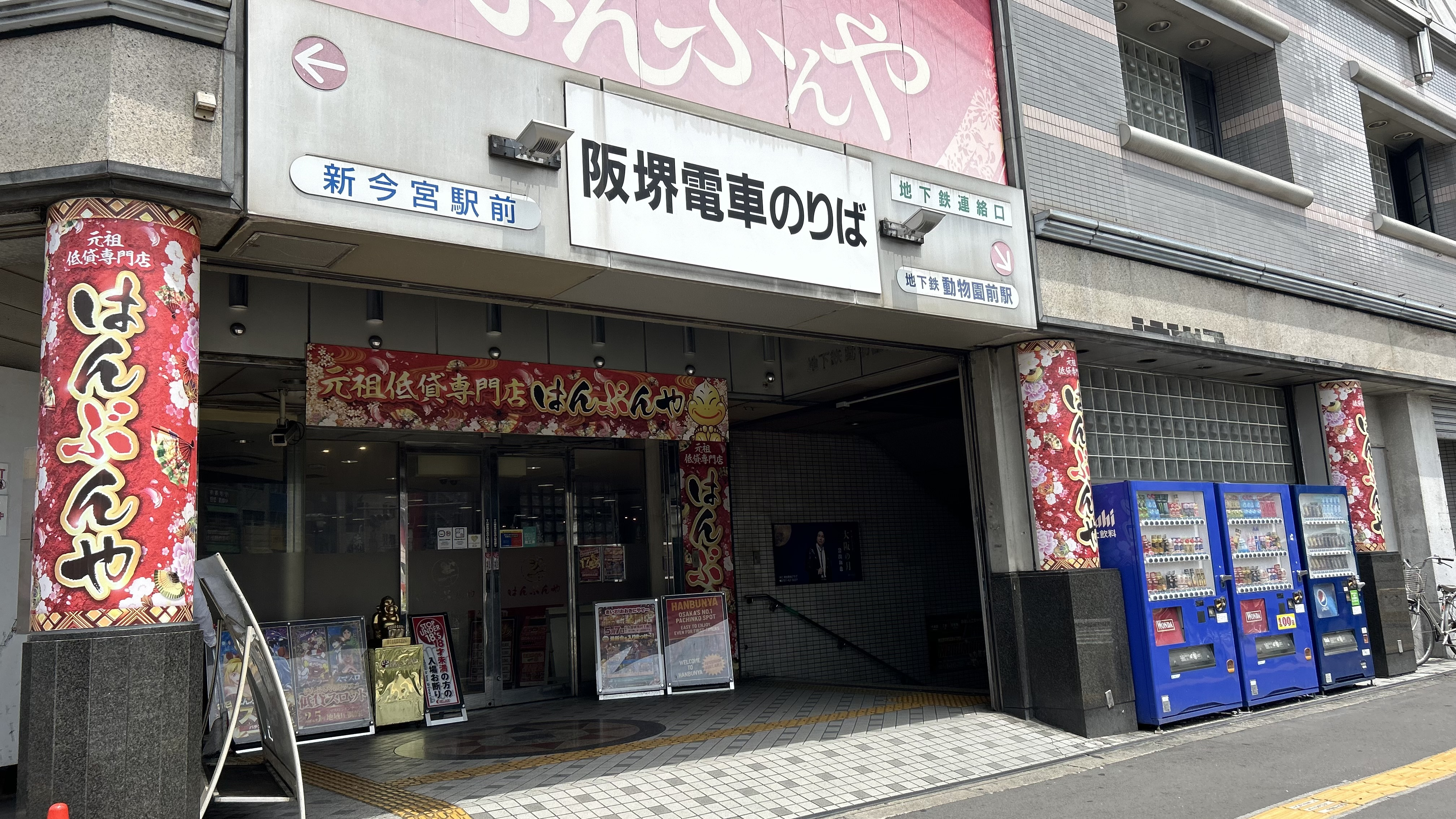
6号出入口
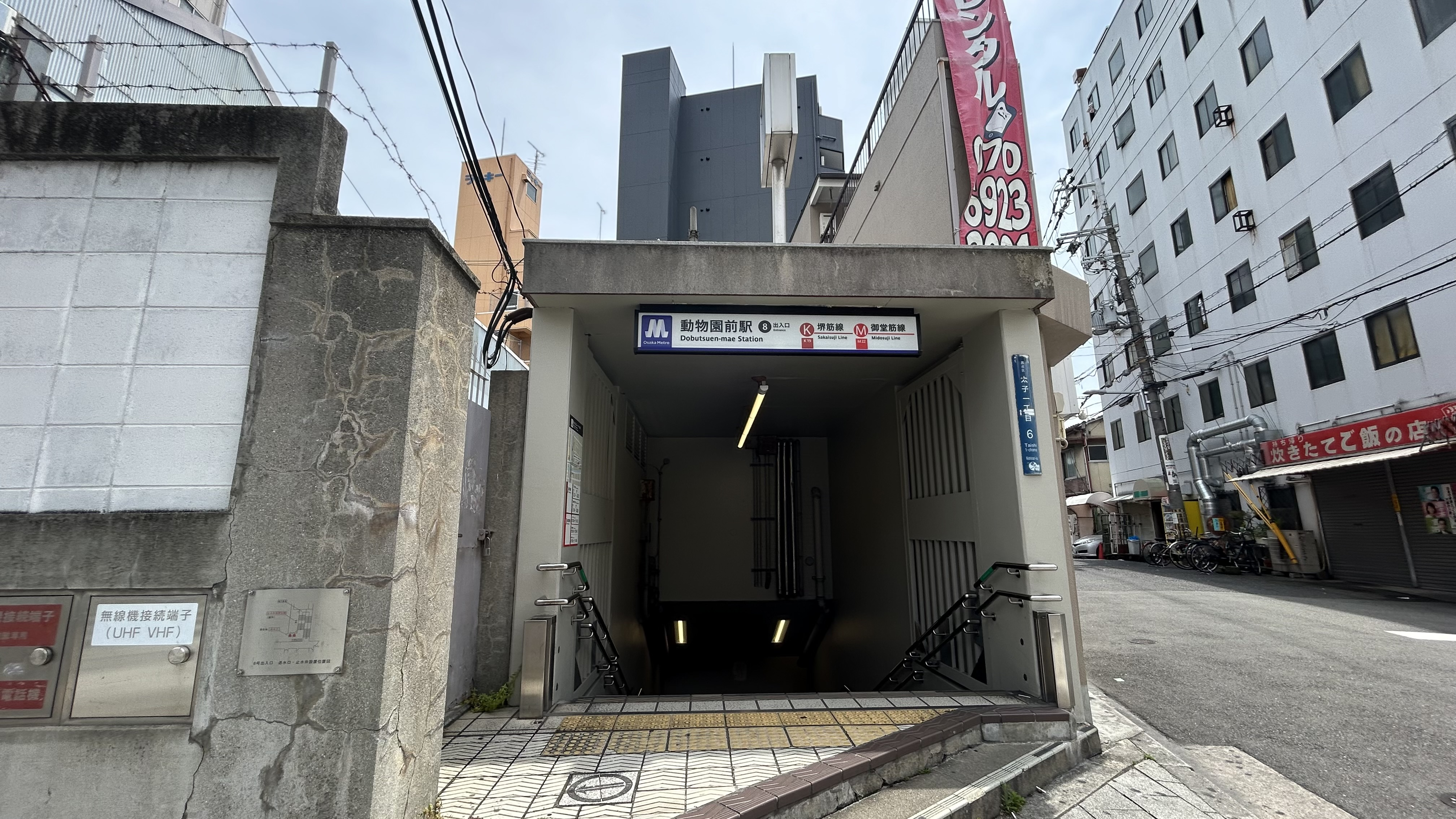
8号出入口
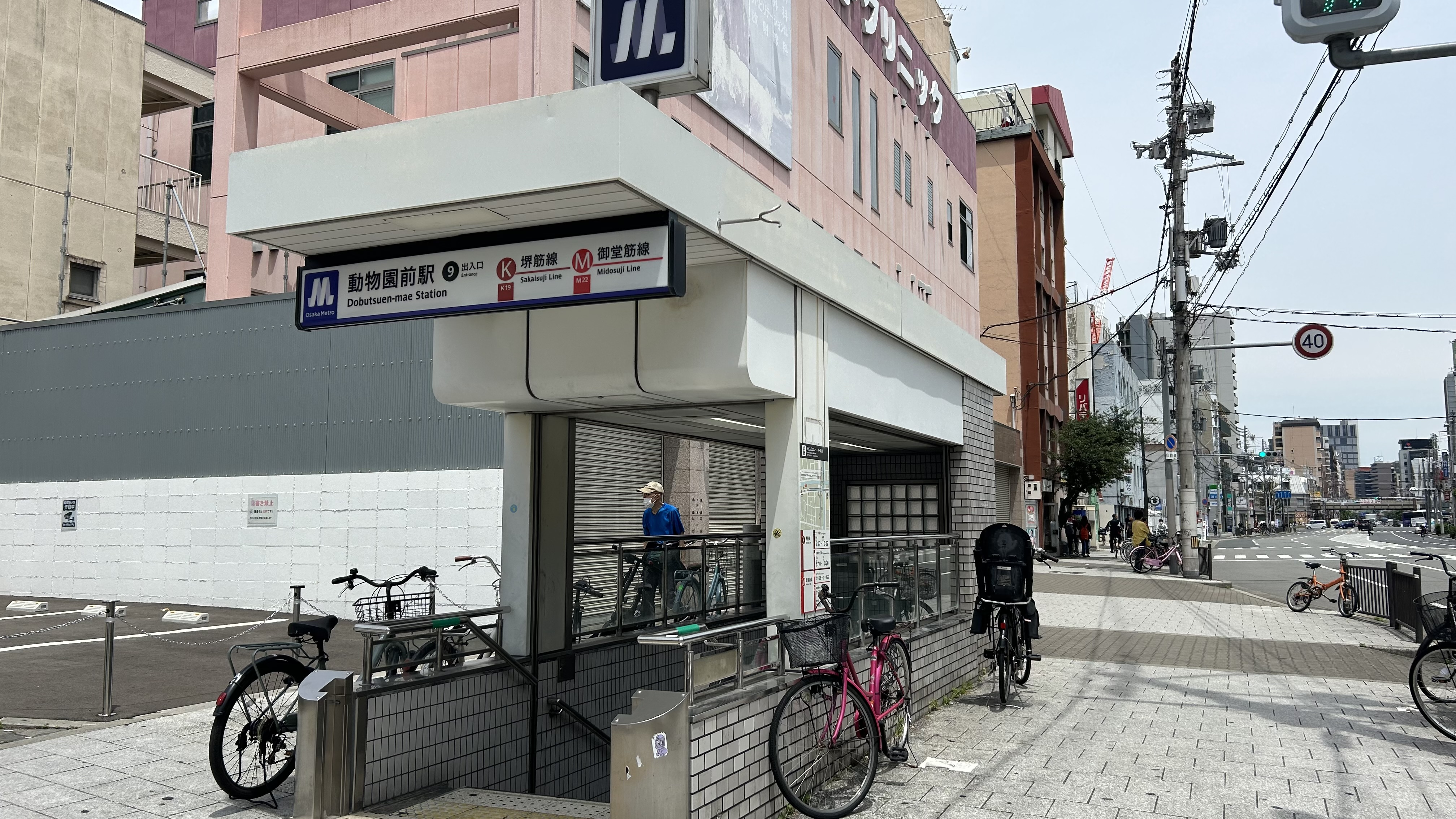
9号出入口

## 利用状況
2024年11月12日の乗降人員は38,933人（乗車人員：19,555人、降車人員：19,378人）であり、御堂筋線の駅では20駅中13位、堺筋線の駅では10駅中7位。両線とも乗換駅としては乗降人員が少ない。特に御堂筋線の増発区間（新大阪駅 - 天王寺駅間）では最下位であるが、近年は大幅に増加している。
各年度の特定日利用状況は下表の通り。なお1969・1995年度の記録については、それぞれ1970・1996年に行われた調査である（会計年度上、表中に記載の年度となる）。
1968年度までのデータは御堂筋線のみ。
| 年度               | 調査日   | 乗車人員 | 降車人員 | 乗降人員 | 出典          | 出典          |
| 年度               | 調査日   | 乗車人員 | 降車人員 | 乗降人員 | メトロ        | 大阪府        |
| ------------------ | -------- | -------- | -------- | -------- | ------------- | ------------- |
| 1966年（昭和41年） | 11月08日 | 16,915   | 16,708   | 33,623   |               | [ 大阪府 1 ]  |
| 1967年（昭和42年） | 11月14日 | 14,347   | 14,573   | 28,920   |               | [ 大阪府 2 ]  |
| 1968年（昭和43年） | 11月12日 | 14,831   | 14,319   | 29,150   |               | [ 大阪府 3 ]  |
| 1969年（昭和44年） | 01月27日 | 19,211   | 17,733   | 36,944   |               | [ 大阪府 4 ]  |
| 1970年（昭和45年） | 11月06日 | 22,049   | 20,789   | 42,838   |               | [ 大阪府 5 ]  |
| 1972年（昭和47年） | 11月14日 | 19,956   | 18,874   | 38,830   |               | [ 大阪府 6 ]  |
| 1975年（昭和50年） | 11月07日 | 21,131   | 18,068   | 39,199   |               | [ 大阪府 7 ]  |
| 1977年（昭和52年） | 11月18日 | 19,807   | 16,947   | 36,754   |               | [ 大阪府 8 ]  |
| 1981年（昭和56年） | 11月10日 | 19,188   | 15,075   | 34,263   |               | [ 大阪府 9 ]  |
| 1985年（昭和60年） | 11月12日 | 17,482   | 13,394   | 30,876   |               | [ 大阪府 10 ] |
| 1987年（昭和62年） | 11月10日 | 18,623   | 15,012   | 33,635   |               | [ 大阪府 11 ] |
| 1990年（平成02年） | 11月06日 | 16,557   | 13,421   | 29,978   |               | [ 大阪府 12 ] |
| 1995年（平成07年） | 02月15日 | 15,680   | 13,314   | 28,994   |               | [ 大阪府 13 ] |
| 1998年（平成10年） | 11月10日 | 14,591   | 12,176   | 26,767   |               | [ 大阪府 14 ] |
| 2007年（平成19年） | 11月13日 | 12,851   | 11,856   | 24,707   |               | [ 大阪府 15 ] |
| 2008年（平成20年） | 11月11日 | 12,665   | 11,502   | 24,167   |               | [ 大阪府 16 ] |
| 2009年（平成21年） | 11月10日 | 11,851   | 10,813   | 22,664   |               | [ 大阪府 17 ] |
| 2010年（平成22年） | 11月09日 | 11,503   | 10,539   | 22,042   |               | [ 大阪府 18 ] |
| 2011年（平成23年） | 11月08日 | 11,566   | 10,934   | 22,500   |               | [ 大阪府 19 ] |
| 2012年（平成24年） | 11月13日 | 11,537   | 10,900   | 22,437   |               | [ 大阪府 20 ] |
| 2013年（平成25年） | 11月19日 | 11,848   | 11,277   | 23,125   | [ メトロ 1 ]  | [ 大阪府 21 ] |
| 2014年（平成26年） | 11月11日 | 12,536   | 12,115   | 24,651   | [ メトロ 2 ]  | [ 大阪府 22 ] |
| 2015年（平成27年） | 11月17日 | 13,711   | 13,257   | 26,968   | [ メトロ 3 ]  | [ 大阪府 23 ] |
| 2016年（平成28年） | 11月08日 | 13,326   | 12,781   | 26,107   | [ メトロ 4 ]  | [ 大阪府 24 ] |
| 2017年（平成29年） | 11月14日 | 14,916   | 14,366   | 29,282   | [ メトロ 5 ]  | [ 大阪府 25 ] |
| 2018年（平成30年） | 11月13日 | 15,423   | 14,702   | 30,125   | [ メトロ 6 ]  | [ 大阪府 26 ] |
| 2019年（令和元年） | 11月12日 | 15,736   | 15,555   | 31,291   | [ メトロ 7 ]  | [ 大阪府 27 ] |
| 2020年（令和02年） | 11月10日 | 10,697   | 10,389   | 21,086   | [ メトロ 8 ]  | [ 大阪府 28 ] |
| 2021年（令和03年） | 11月16日 | 11,232   | 10,857   | 22,089   | [ メトロ 9 ]  | [ 大阪府 29 ] |
| 2022年（令和04年） | 11月15日 | 14,031   | 13,777   | 27,808   | [ メトロ 10 ] | [ 大阪府 30 ] |
| 2023年（令和05年） | 11月07日 | 17,177   | 16,660   | 33,837   | [ メトロ 11 ] | [ 大阪府 31 ] |
| 2024年（令和06年） | 11月12日 | 19,555   | 19,378   | 38,933   | [ メトロ 12 ] |               |

### 1998年度までの路線別データ
1998年調査までの路線別データによると御堂筋線と地下鉄他路線の連絡駅としては唯一、御堂筋線側に利用が偏っておらず、またわずかながら堺筋線側の方が利用が多くなっている。
当駅で接続する他社局線は、他に難波駅や天王寺駅、天下茶屋駅など近隣の駅で乗り換えられるということもあって御堂筋線側・堺筋線側ともにそれぞれの線内で最少となっている。
堺筋線側は長らく始発駅であったことから、一貫して乗車人員が降車人員を大きく上回っている傾向にある。
なお現在は天下茶屋駅の乗降人員が大幅に増加していることや、当駅がインバウンドの影響を強く受けていることもあり、当時とは状況が異なっている可能性が高い。
| 年度               | 調査日   | 御堂筋線 | 御堂筋線 | 御堂筋線 | 堺筋線   | 堺筋線   | 堺筋線   | 出典          |
| 年度               | 調査日   | 乗車人員 | 降車人員 | 乗降人員 | 乗車人員 | 降車人員 | 乗降人員 | 出典          |
| ------------------ | -------- | -------- | -------- | -------- | -------- | -------- | -------- | ------------- |
| 1969年（昭和44年） | 01月27日 | 14,053   | 13,685   | 27,738   | 5,158    | 4,048    | 9,206    | [ 大阪府 4 ]  |
| 1970年（昭和45年） | 11月06日 | 13,981   | 14,382   | 28,363   | 8,068    | 6,407    | 14,475   | [ 大阪府 5 ]  |
| 1972年（昭和47年） | 11月14日 | 12,421   | 13,243   | 25,664   | 7,535    | 5,631    | 13,166   | [ 大阪府 6 ]  |
| 1975年（昭和50年） | 11月07日 | 10,991   | 11,108   | 22,099   | 10,140   | 6,960    | 17,100   | [ 大阪府 7 ]  |
| 1977年（昭和52年） | 11月18日 | 9,236    | 9,487    | 18,723   | 10,571   | 7,460    | 18,031   | [ 大阪府 8 ]  |
| 1981年（昭和56年） | 11月10日 | 8,440    | 7,760    | 16,200   | 10,748   | 7,315    | 18,063   | [ 大阪府 9 ]  |
| 1985年（昭和60年） | 11月12日 | 6,942    | 6,110    | 13,052   | 10,540   | 7,284    | 17,824   | [ 大阪府 10 ] |
| 1987年（昭和62年） | 11月10日 | 6,887    | 6,647    | 13,534   | 11,736   | 8,365    | 20,101   | [ 大阪府 11 ] |
| 1990年（平成02年） | 11月06日 | 6,535    | 5,651    | 12,186   | 10,022   | 7,770    | 17,792   | [ 大阪府 12 ] |
| 1995年（平成07年） | 02月15日 | 6,429    | 6,051    | 12,480   | 9,251    | 7,263    | 16,514   | [ 大阪府 13 ] |
| 1998年（平成10年） | 11月10日 | 6,602    | 6,331    | 12,933   | 7,989    | 5,845    | 13,834   | [ 大阪府 14 ] |

## 駅周辺
- 天王寺公園
  - 天王寺動物園
  - 大阪市立美術館
  - 慶沢園
- 新世界
  - 通天閣
  - ジャンジャン横丁（南陽通商店街）
  - 大阪府浪速警察署新世界交番
- 山王
  - てんのじ村記念碑
  - 西成山王郵便局
  - まちだ胃腸病院

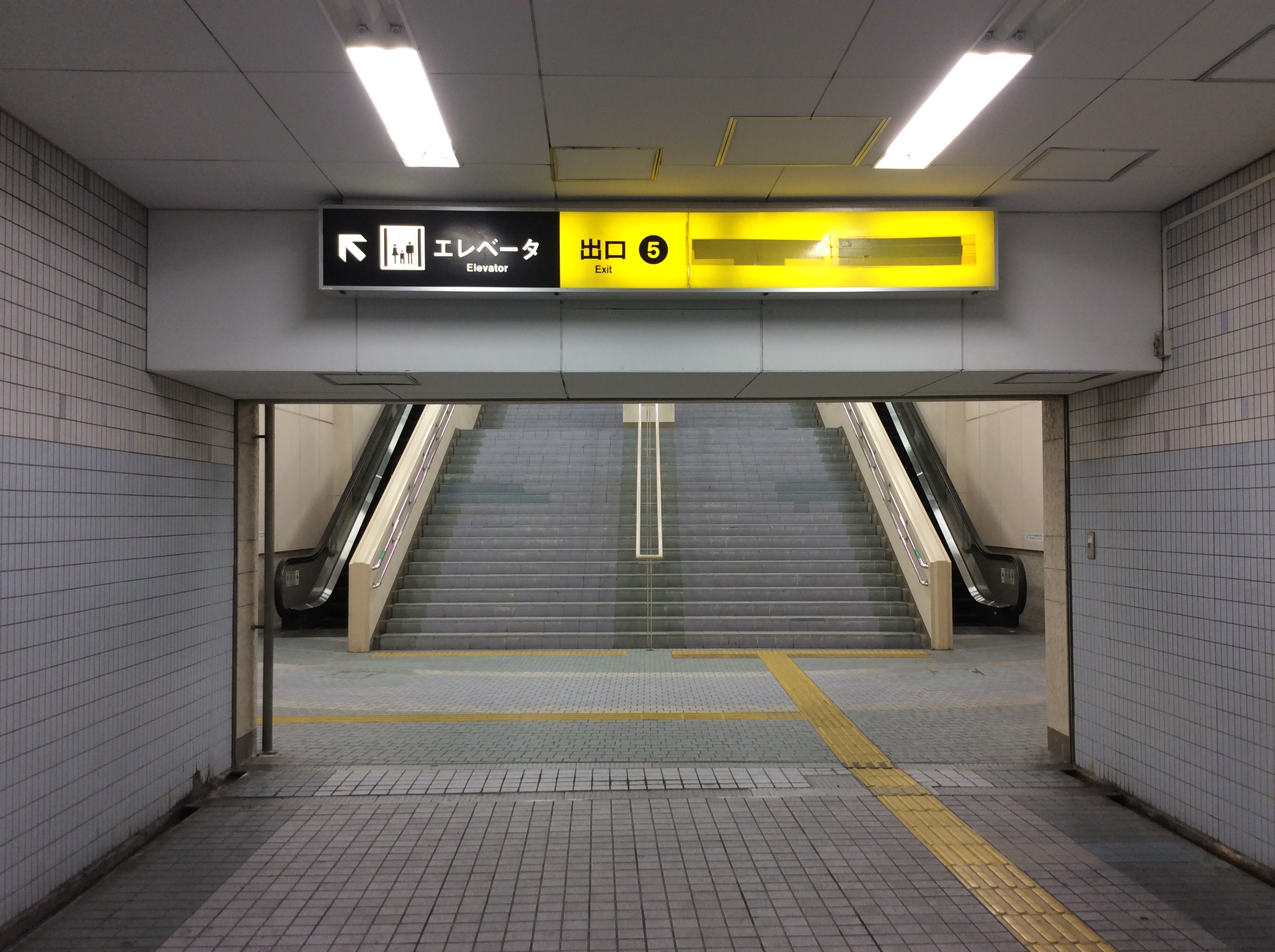
5号出口。階段とエスカレーターはフェスティバルゲート時代のままであるが、フェスティバルゲートが解体された際、案内板の「フェスティバルゲート」の表示がテープで塞がれている。

  - 動物園前1番街・2番街（飛田本通商店街）
  - オーエス劇場（大衆演劇）
  - 飛田新地料理組合
- あいりん地区
  - あいりん労働福祉センター
  - 大阪社会医療センター付属病院
  - 大阪府西成警察署
  - 大阪救霊会館
- その他
  - 松乃木大明神
  - 大阪公立大学医学部附属病院
  - 大阪市立新今宮小学校・今宮中学校（いまみや小中一貫校）
  - 動楽亭
  - スパワールド
  - MEGAドン・キホーテ新世界店

## バス路線
最寄停留所は「地下鉄動物園前」となる。以下の路線が乗り入れ、大阪シティバスにより運行されている。
- 48号系統：あべの橋/地下鉄住之江公園
- 52号系統：あべの橋/なんば
- 80号系統：あべの橋/鶴町四丁目

## 隣の駅
大阪市高速電気軌道 (Osaka Metro)
 御堂筋線
大国町駅 (M21) - 動物園前駅 (M22) - 天王寺駅 (M23)
 堺筋線
恵美須町駅 (K18) - 動物園前駅 (K19) - 天下茶屋駅 (K20)
- 括弧内は駅番号を示す。

### 記事本文